# Эвердинген, Алларт ван
Алларт ван Эвердинген (нидерл. Allart van Everdingen; 18 июня 1621, Алкмар, Северная Голландия — 8 ноября 1675, Амстердам) — голландский живописец-пейзажист, рисовальщик и гравёр в технике офорта Золотого века искусства Нидерландов, известный своими скандинавскими пейзажами. Младший брат художников-пейзажистов Цезаря ван Эвердингена (ок.1616—1678) и Яна ван Эвердингена (1600—1656). Ученик Руланта Саверея в Утрехте и Питера де Молина (Темпесты) в Харлеме.

## Биография и творчество
Алларт родился в Алкмаре в семье нотариуса Питера ван Эвердингена и Элизабет Лоренсдр ван Хохстратен. По сведениям известного нидерландского историографа Арнольда Хоубракена, изложенным в жизнеописаниях «Великий театр нидерландских художников и художниц» (De Groote Schouburgh der Nederlantsche Konstschilders en Schilderessen, 1718), в конце 1630-х и начале 1640-х годов он брал уроки у Руланта Саверея в Утрехте и Питера де Молина (Темпесты) в Харлеме. С августа 1639 по 1642 год он упоминается в Алкмаре.
Алларт ван Эвердинген изображал виды гористых местностей со скалами, громадными валунами, мрачными соснами, шумными водопадами и пасмурным небом. Материалом для таких изображений служили этюды с натуры, сделанные им во время поездки в Норвегию в 1644 году. Изредка он писал бурное море, неприветливость которого ему пришлось испытать при этой поездке.
Возвратившись в отечество, он был в 1645 году принят в качестве мастера в харлемскую Гильдию Святого Луки и затем работал в Алкмаре, Харлеме и с 1652 года до самой смерти своей в Амстердаме. Картины Эвердингена, замечательные по верной передаче дикой природы, нередко величественно-живописные и почти всегда проникнутые меланхолическим настроением, встречаются во многих музеях и частных коллекциях. Любимая тема мастера — водопад в лощине, со скорбными каймами сосен вперемежку с берёзами, бревенчатыми избами у подножия скал и скалистыми склонами. Водопады на переднем плане дали повод назвать художника «изобретателем каскадов». В этих произведениях Эвердингена видят предвестие романтических пейзажей Якоба ван Рёйсдала.
В санкт-петербургском Эрмитаже имеется шесть картин, пять в музее Копенгагена, в Берлинской картинной галерее — три, в Галерее старых мастеров в Дрездене — две («Охота на ланей у горного озера» и «Большой водопад»), в парижском Лувре — одна картина, в мюнхенской Старой Пинакотеке — три, в амстердамском музее — пять.
Офорты Эвердингена отличаются экспрессией и выразительностью штриха. Из этих гравюр 106 изображают ландшафты и виды моря, другие представляют собой иллюстрации к «Роману и Лисе» (Райнике Лис). Оригинальные рисунки, по которым выполнены офорты, хранятся в Британском музее в Лондоне.

## Галерея

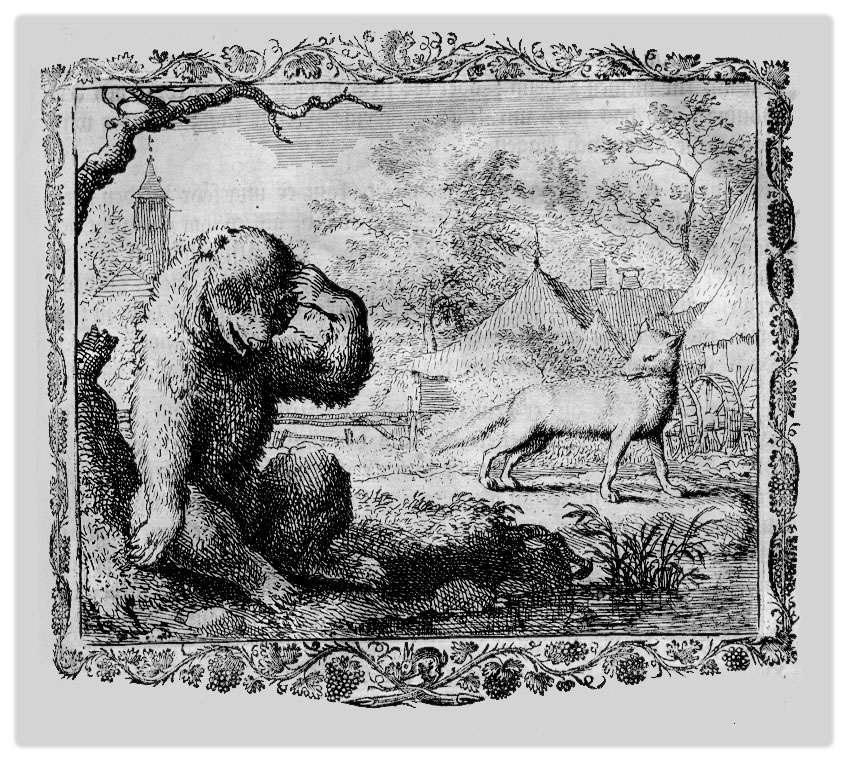
Иллюстрация к «Роману о Лисе». Офорт
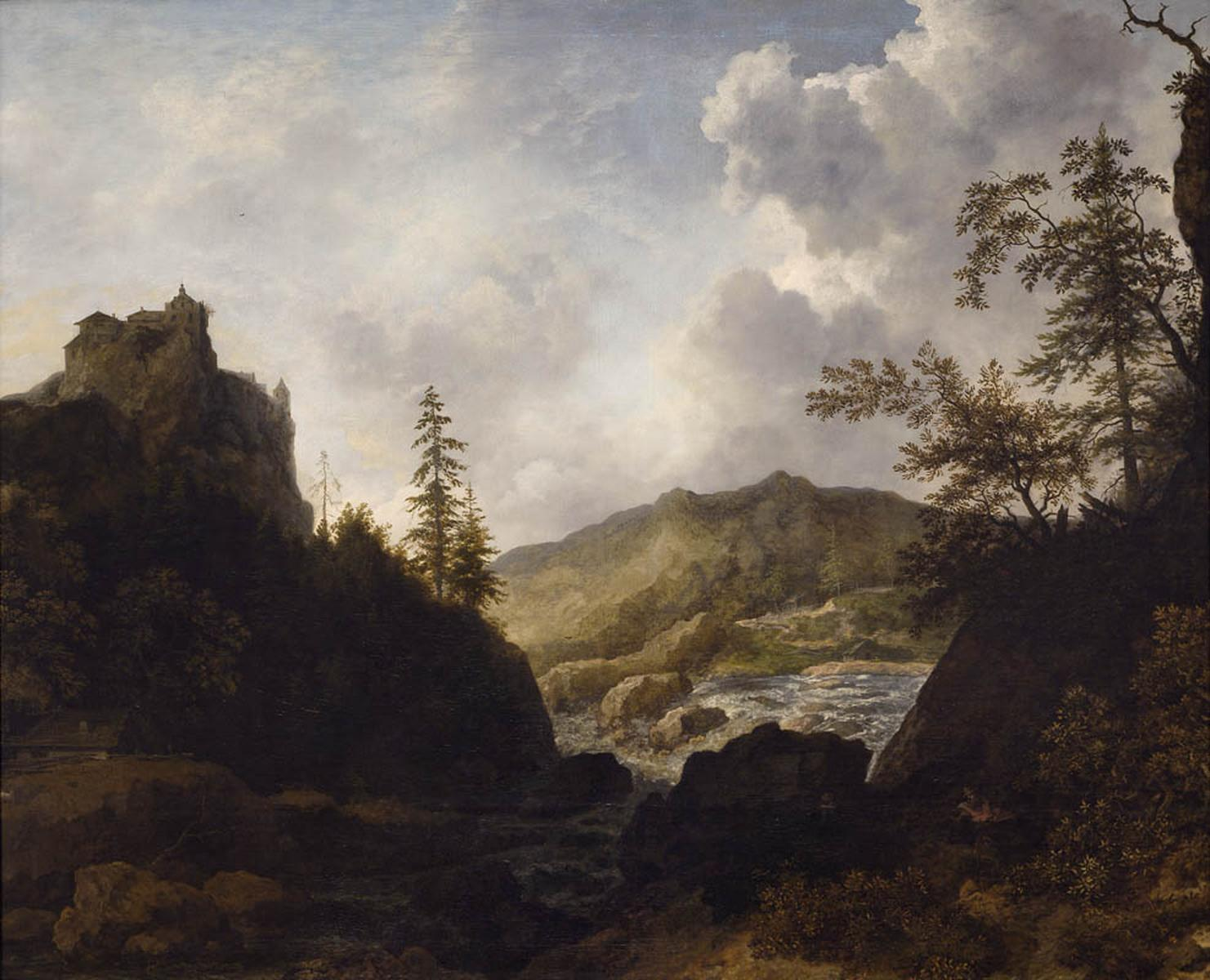
Северный пейзаж. 1650. Холст, масло. Музей изобразительного искусства, Страсбург
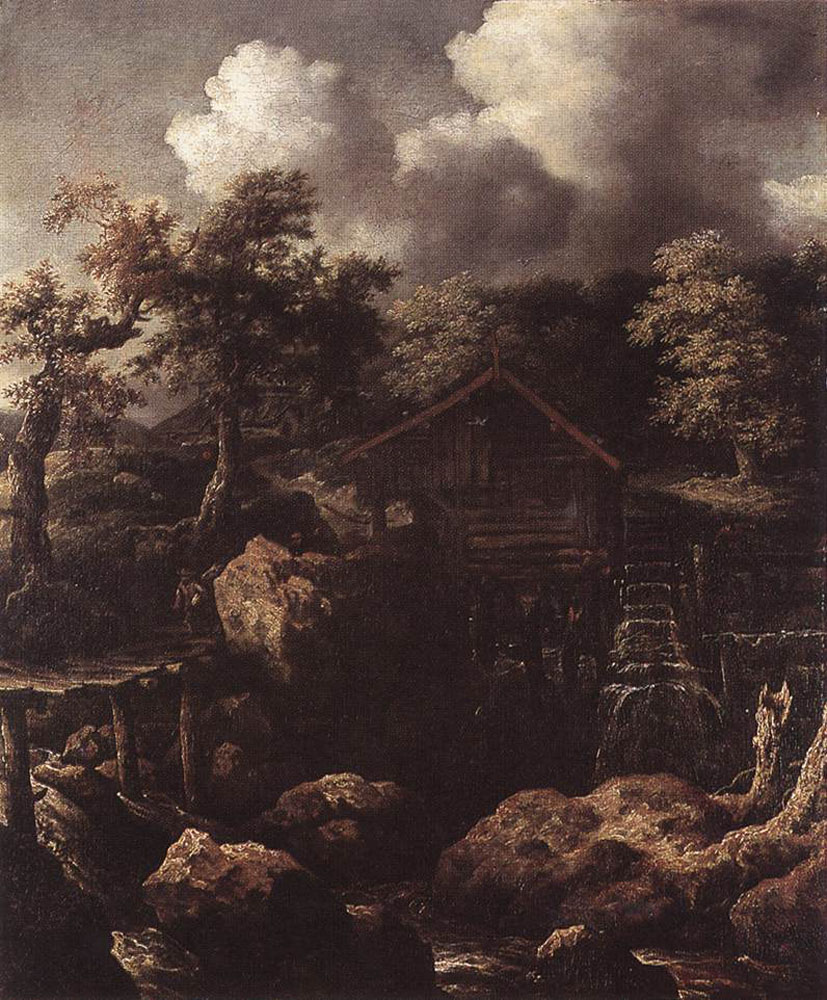
Лесной пейзаж с водяной мельницей. 1650. Холст, масло. Музей Вальрафа-Рихарца, Кёльн
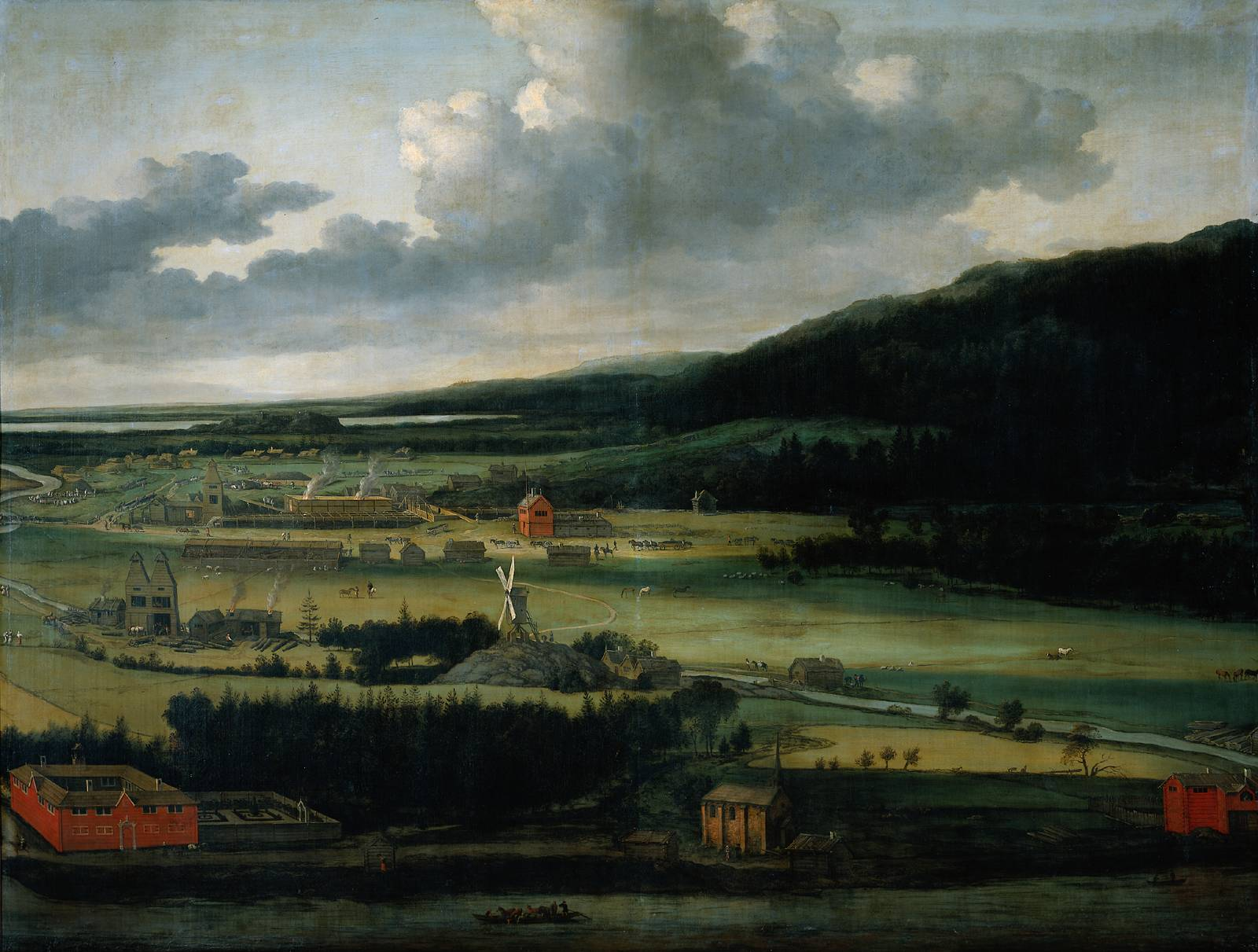
Оружейный завод семьи Трип. Юлитабрук, Сёдерманланд. Швеция. Между 1650 и 1675. Холст, масло. Рейксмюсеум, Амстердам
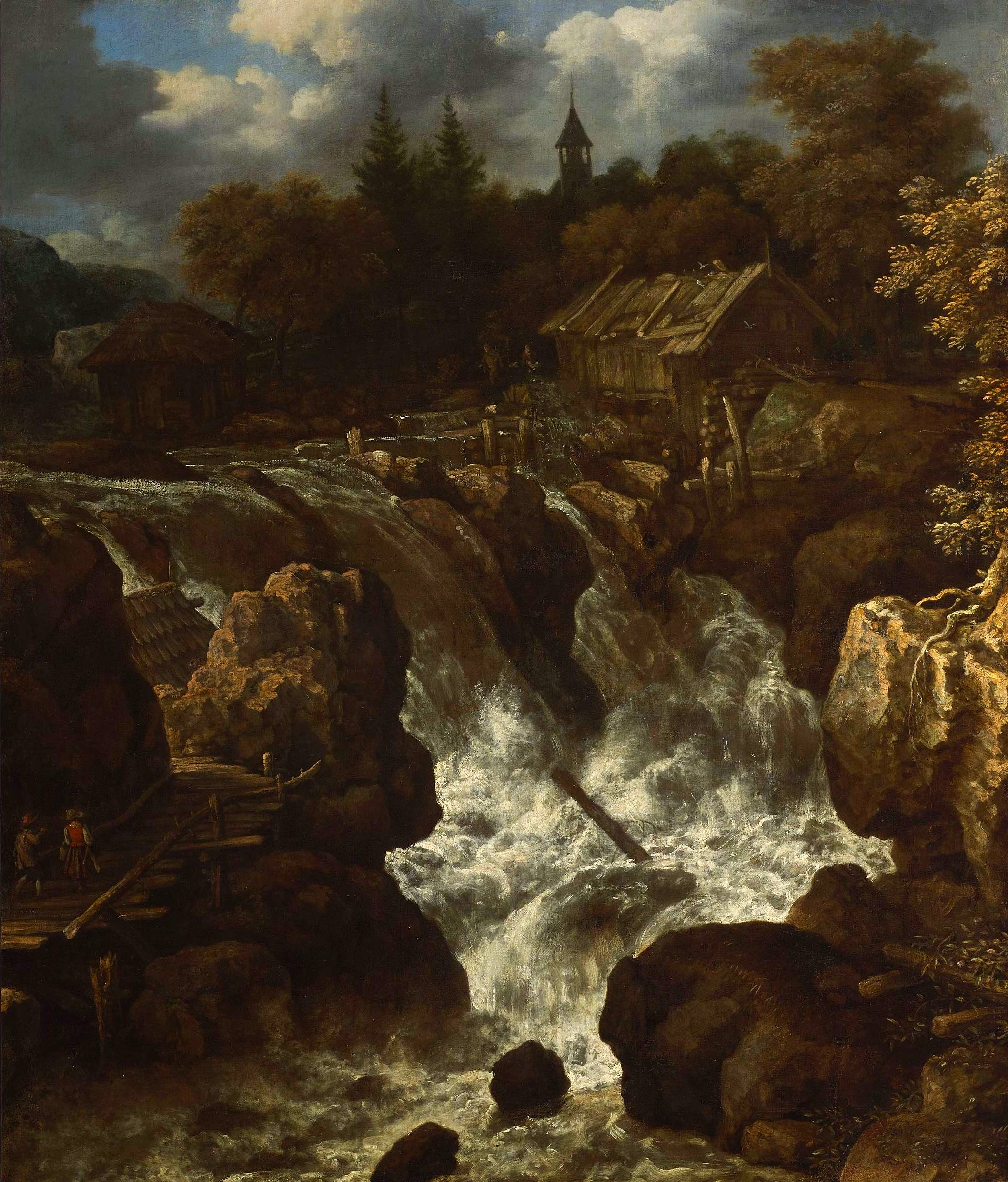
Пейзаж с водопадом. Между 1671 и 1675. Холст, масло. Национальный музей, Варшава
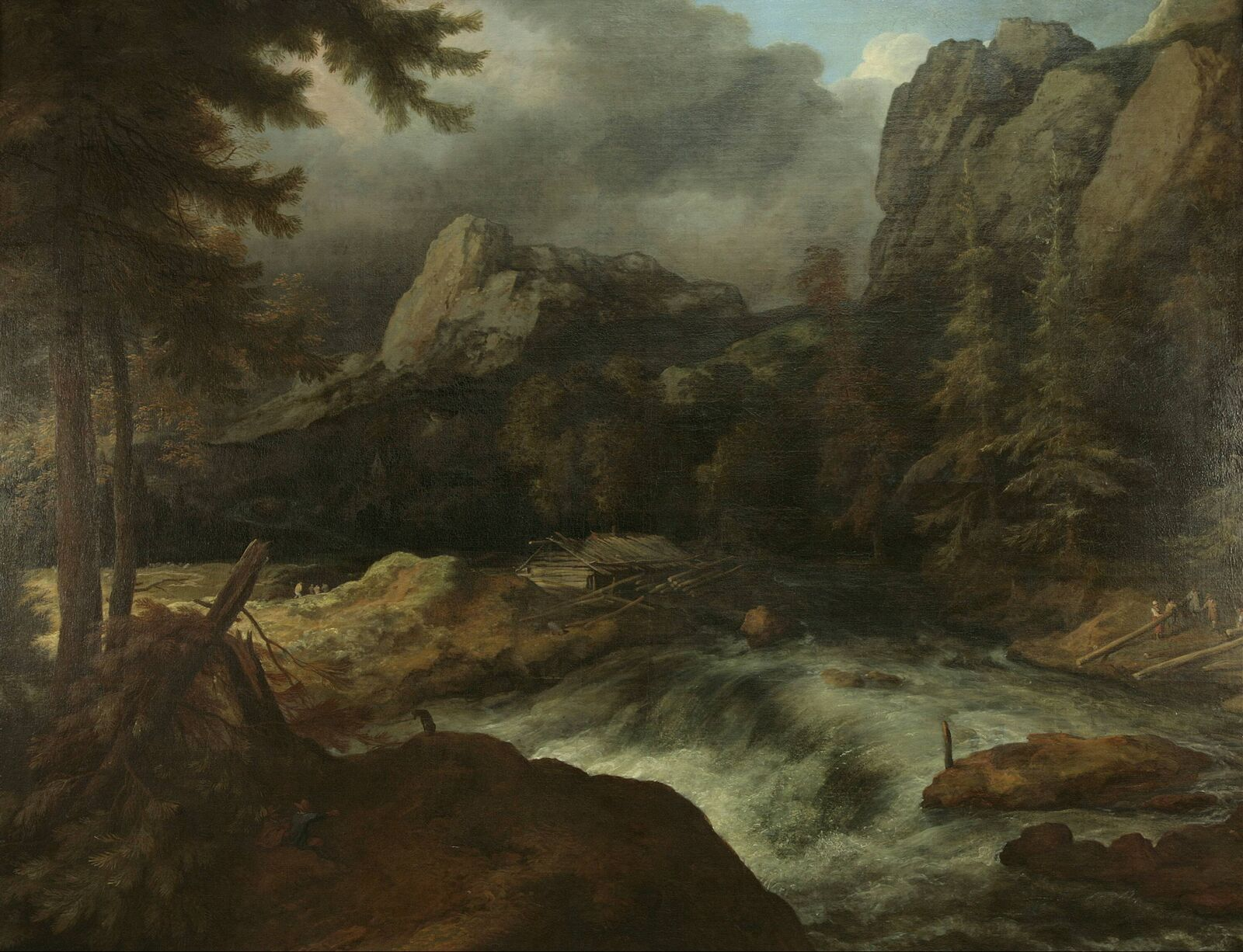
Шведский пейзаж. Между 1636 и 1675. Музей Бойманса-ван Бёнингена, Роттердам
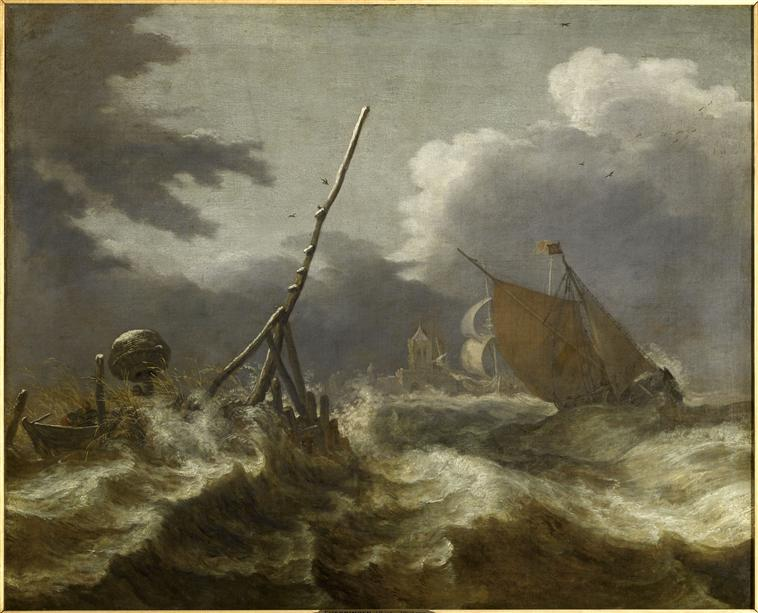
Буря в снежную погоду. Ок. 1650. Холст, масло. Музей Конде, Шантийи